# Ulrike Müller
Pour les articles homonymes, voir Müller.
Ulrike Müller, née le 7 décembre 1962 à Augsbourg, est une femme politique allemande, membre des Électeurs libres. 

## Biographie
Ulrike Müller est la femme d'un agriculteur et a deux enfants. Elle habite à Missen-Wilhams en Souabe (Bavière), dont elle conseillère municipale de 1996 à 2008.
Elle est membre du Landtag de Bavière de 2008 à 2014, puis est élue député au Parlement européen aux élections européennes de 2014, où elle siège comme membre du Parti démocrate européen au sein du groupe ADLE.
Elle est réélue aux élections européennes de 2019 et siège au sein du groupe Renew Europe.